# کریس اوئرتا
کریس اوئرتا (پرتغالی: Cris Huerta؛ ‏ ۲۶ ژانویهٔ ۱۹۳۵ – ۲۸ نوامبر ۲۰۰۴) بازیگر اهل پرتغال بود.
از فیلم‌هایی که وی در آن نقش داشته‌است، می‌توان به اقامتگاه جاسوسان، جانگو، بیشتر از یک معجزه، دکتر زد شیطان‌صفت، شاهنشاه، باد خشمگین، زیبای سیاه، شهر کودکان گمشده، هفت تپانچه برای خانواده مک‌گرگور، وای خدای بزرگ، پاستوره اومد! و شب‌های داغ دون ژوان اشاره کرد.